# Johnson Toribiong
Johnson Toribiong (Airai, 22 de julho de 1946) é um político palauano, que foi Presidente de Palau de 15 de janeiro de 2009 a 17 de janeiro de 2013. Foi derrotado nas eleições presidenciais de 2012.

## Carreira
Natural de Airai, ele frequentou a Universidade de Guam entre 1965 e 1966, e possui um diploma de Juris Doctor (1972) e um mestrado em Direito (1973), obtido na Universidade de Direito de Washington. Sua tese no mestrado foi nomeada: "Oil Pollution by Ships and Micronesia: A Survey of Maritime Jurisdiction and Applicable Laws."
Toribiong foi eleito para o Senado do Palau em 1980. Nas eleições presidenciais de 1992, angariou 3 188 votos, contra 2 084 do incumbente Ngiratkel Etpison e 3 125 de Kuniwo Nakamura. Porém, como nenhum candidato alcançou mais de 50% dos votos, ele enfrentou Nakamura no segundo turno, sendo derrotado por uma pequena margem.
Anteriormente foi embaixador palauano em Taiwan.

## Presidente
Toribiong foi candidato a presidente de Palau durante as eleições presidenciais de novembro de 2008.  O candidato a vice-presidente de sua chapa foi Kerai Mariur, um delegado no Congresso Nacional de Palau. Ele teve a oposição de Elias Camsek Chin, o então vice-presidente do país. Liderando desde a contagem de votos não oficial com 1 629 votos contra 1 499 de Chin, Toribiong conseguiu manter a vantagem e derrotou Chin na eleição.
Toribiong tomou posse como presidente de Palau em 15 de janeiro de 2009.
 

Nas eleições presidenciais de 2012, foi derrotado em sua tentativa de reeleição. Um dos problemas que lhe afetaram foi a aceitação de 6 ex-prisioneiros uigures no campo de detenção da Baía de Guantánamo, que não se encaixavam na sociedade palauense.